# Municipio de El Dorado (Kansas)
El municipio de El Dorado (en inglés: El Dorado Township) es un municipio ubicado en el condado de Butler en el estado estadounidense de Kansas. En el año 2010 tenía una población de 1039 habitantes y una densidad poblacional de 7,69 personas por km².

## Geografía
El municipio de El Dorado se encuentra ubicado en las coordenadas 37°46′22″N 96°55′6″O / 37.77278, -96.91833. Según la Oficina del Censo de los Estados Unidos, el municipio tiene una superficie total de 135.2 km², de la cual 133,49 km² corresponden a tierra firme y (1,26 %) 1,7 km² es agua.

## Demografía
Según el censo de 2010, había 1039 personas residiendo en el municipio de El Dorado. La densidad de población era de 7,69 hab./km². De los 1039 habitantes, el municipio de El Dorado estaba compuesto por el 91,92 % blancos, el 3,85 % eran afroamericanos, el 1,54 % eran amerindios, el 0,19 % eran asiáticos, el 0,77 % eran de otras razas y el 1,73 % eran de una mezcla de razas. Del total de la población el 12,99 % eran hispanos o latinos de cualquier raza.